# Ring (album de Gary Burton)
Pour les articles homonymes, voir Ring.
Albums de Gary Burton
Hotel Hello
(1974) Matchbook
(1975)
Ring est un album du vibraphoniste de jazz américain Gary Burton enregistré et sorti en 1974.

## Liste des titres
| No | Titre                | Musique          | Durée |
| -- | -------------------- | ---------------- | ----- |
| 1. | Mevlevia             | Michael Goodrick | 6:01  |
| 2. | Unfinished Sympathy  | Michael Gibbs    | 3:03  |
| 3. | Tunnel Of Love       | Michael Gibbs    | 5:30  |
| 4. | Intrude              | Michael Gibbs    | 4:47  |
| 5. | Intrude              | Carla Bley       | 10:37 |
| 6. | The Colours Of Chloe | Eberhard Weber   | 7:02  |

## Musiciens
- Gary Burton – vibraphone
- Michael Goodrick – Guitare
- Pat Metheny – Guitare
- Steve Swallow – guitare basse
- Eberhard Weber – contrebasse
- Bob Moses – Batterie